# サクセス (駆逐艦)
サクセス (HMS Success) は、イギリス海軍の駆逐艦。アドミラルティS級。1919年就役。1920年にオーストラリア海軍の駆逐艦サクセス (HMAS Success) となった。

## 艦歴
1918年6月29日進水。1919年4月就役。
オーストラリアに引き渡され、1920年1月27日にデボンポートでオーストラリア海軍に就役。4月29日にシドニーに到着。しかし、1921年10月6日に退役。
1925年12月1日に再就役し、1926年5月にはポートモレスビーを訪問している。
1930年5月21日に退役。1937年6月4日に売却され、解体された。